# Dimeer

Sacharose is een covalent heterodimeer, bestaande uit een glucose en een fructose.

Een dimeer is in de scheikunde een chemische verbinding die uit twee eenheden, twee monomeren bestaat. Als de twee eenheden waaruit het dimeer bestaat gelijk zijn, spreekt men over een homo-dimeer; als de twee eenheden van elkaar verschillen spreekt men over een hetero-dimeer.
Een dimeer kan niet alleen bestaan uit twee simpele chemische verbindingen die covalent gebonden zijn, maar ook uit twee eiwitmoleculen die samen een niet-covalent complex vormen. Voorbeelden van dimeren zijn de disachariden. Ook andere niet-covalent gebonden paren moleculen worden wel dimeer genoemd.
Naast een dimeer bestaan ook de termen oligomeer en polymeer, die elk verwijzen naar moleculen of complexen die uit meer dan twee eenheden bestaan.

## Biochemische dimeren

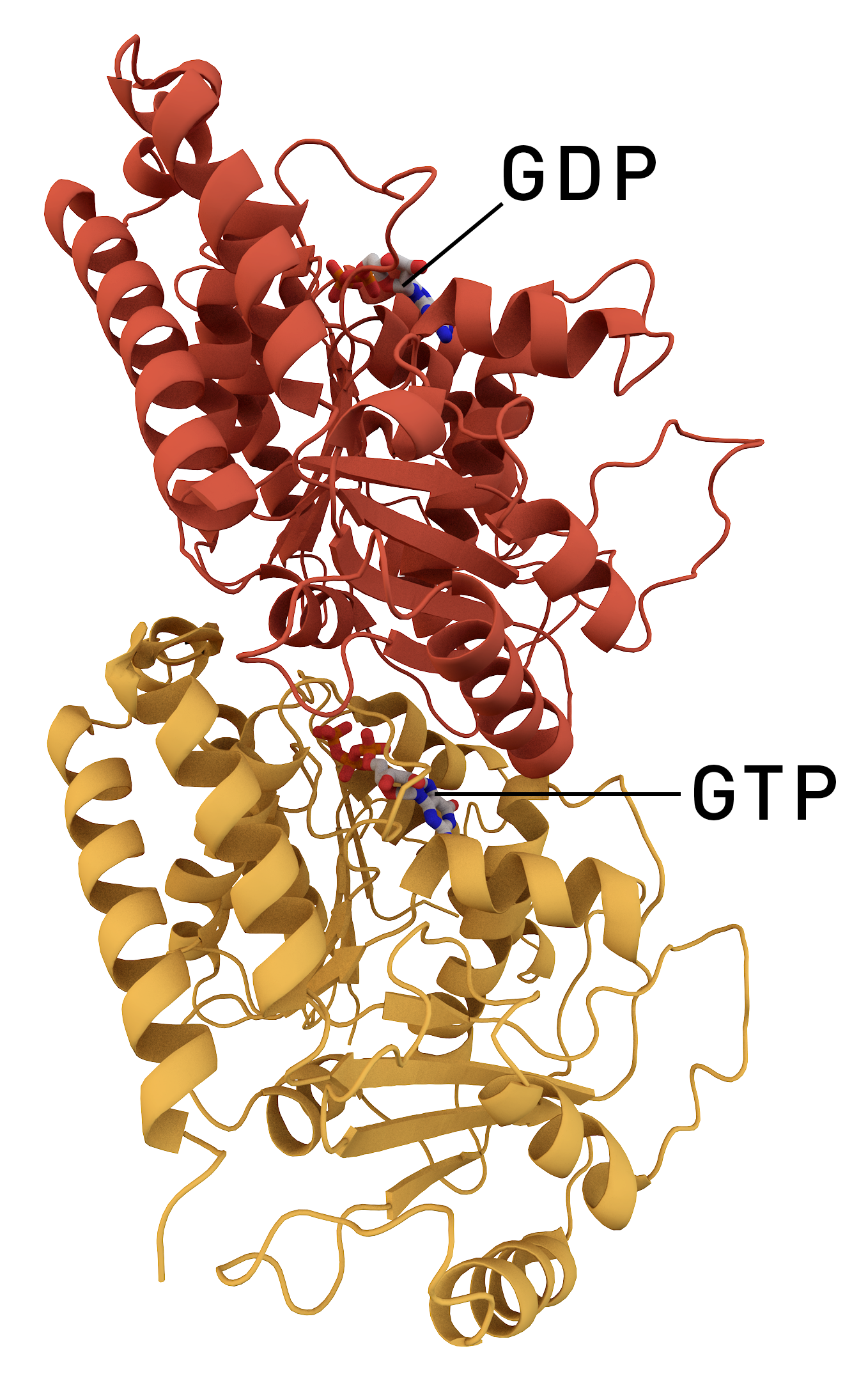
Een tubuline-heterodimeer, met gebonden GTP en GDP

Er zijn veel eiwitmoleculen die interactie met elkaar kunnen aangaan en zo een homo- of hetero-dimeer vormen. Tubuline wordt bijvoorbeeld gevormd door de dimerisatie van α-tubuline en β-tubuline en dit dimeer kan vervolgens verder polymeriseren om microtubuli te vormen. De meeste grote eiwitcomplexen bestaan uit kleinere identieke subunits. Op deze manier is voor grote eiwitcomplexen relatief weinig genetisch materiaal nodig: een gen hoeft alleen voor de subunit te coderen.
Bij membraangebonden receptormoleculen is dimerisatie (en verdere oligomerisatie) een belangrijk fenomeen. Sommige G-proteïnegekoppelde receptoren (GPCR) moeten dimeren vormen om te functioneren, zoals de GABA-receptor.
Dimerisatie is ook essentieel voor receptor-tyrosinekinasen (RTK) om hun functie in signaaltransductie uit te voeren, iets dat aan de basis ligt van verschillende cellulaire processen. RTK's komen in ongestimuleerde situatie voor als monomeer, maar ondergaan een conformatieverandering bij binding van een ligand, waardoor ze kunnen dimeriseren met nabijgelegen RTK's. De dimerisatie activeert de intracellulaire kinasedomeinen die daardoor een verdere signaaltransductie in gang zetten.